# 네메트 라슬로

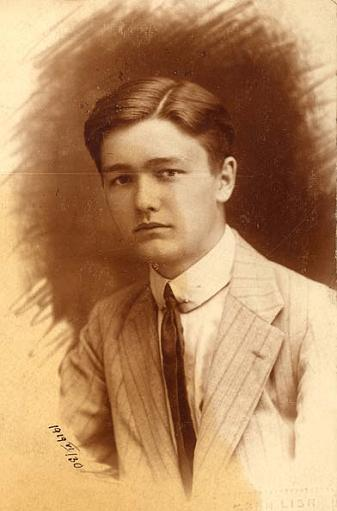

네메트 라슬로(헝가리어: Németh László, 1901년 6월 4일~1975년 3월 3일)는 헝가리의 극작가이며 비평가이다. 부다페스트에서 철학과 의학을 연구했다. 1945년에 9년간의 작품활동을 중단당하고 교사로서 지냈다. 1957년, 문학상을 받은 후로 헝가리에서 가장 활동적인 비공산주의자의 한 사람이 되었다. 잘 알려진 작품으로는 <갈릴레이> <요셉 2세>(1954) <여행>(1962) 등이 있다.